# Primera División Femenina de Venezuela 2024
La temporada 2024 de la Primera División de Venezuela conocida como la Liga FUTVE FEM1 es la 3.ª edición de la Primera División Femenina de Venezuela desde su creación en 2022. El torneo lo organiza la Liga FUTVE bajo la supervisión de la Federación Venezolana de Fútbol.
Un total de 12 equipos participan en la competición.

## Sistema de juego
La Asamblea General Extraordinaria de la Liga FUTVE aprobó las normas reguladoras de la temporada 2024 y así quedó establecido que el torneo único empezaría el 7 de abril, con la participación de 12 clubes y un formato revisado debido a la reducción en el número de equipos aprobados.
La temporada 2024, que se extiende de forma continua hasta la última semana de septiembre, contempla dos instancias de competición: una Fase de Grupos que se juega con el sistema «2 Grupos» a dos vueltas, en total son 12 jornadas; para el Grupo B y Grupo A. una Fase Final en la que se disputa un cuadrangular para definir la Campeona del Torneo; y una Final absoluta, a partido único, con organización de la Liga FUTVE y en la sede del club que haya quedado en mejor posición al cierre de la fase regular.

## Información

### Grupo A
| ADIFFEM                                   | Miranda   | Ezequiel Moreno      | Cancha de fútbol de Fuerte Tiuna               | 6000   | Givova               |
| Caracas                                   | Caracas   | Gimino Tropiano      | Cocodrilos Sports Park                         | 3500   | RS                   |
| Deportivo La Guaira                       | La Guaira | Carlos Montilla      | CAR Santo Tomás de Aquino                      | 10 400 | Fila                 |
| Marítimo de La Guaira                     | La Guaira | Edward Agustín       | Complejo Deportivo Camurí Chico                | 2000   | Bandera de Venezuela |
| Metropolitanos                            | Caracas   | Orlando Laurens      | Cancha de fútbol de la Universidad Santa María | 2000   | RS                   |
| Texyhes                                   | Caracas   | Bandera de Venezuela | Universidad Militar Bolivariana                | 2000   | Bandera de Venezuela |
| Datos actualizados al 6 de abril de 2024. |           |                      |                                                |        |                      |

### Grupo B
| Academia Puerto Cabello                   | Puerto Cabello | Leonardo Lara        | Complejo Deportivo Vistamar    | 6000   | Givova      |
| Carabobo                                  | Valencia       | Dayana Frías         | Polideportivo Misael Delgado   | 10400  | New Arrival |
| Deportivo Táchira                         | San Cristóbal  | Miguel Echenausi     | Cancha Alterna de Pueblo Nuevo | 38 755 | Attle       |
| Estudiantes de Mérida                     | Mérida         | Bandera de Venezuela | Guillermo Soto Rosa            | 16 500 | New Arrival |
| Portuguesa                                | Araure         | Jesús Hernández      | José Antonio Páez              | 14 500 | Attle       |
| Rayo Zuliano                              | Maracaibo      | Bandera de Venezuela | Cancha de Los Sueños           | 25 500 | Attle       |
| Datos actualizados al 6 de abril de 2024. |                |                      |                                |        |             |

## Clasificación

### Grupo A
| Pos. | Equipo                | Pts. | PJ | G | E | P | GF | GC | Dif. |
| ---- | --------------------- | ---- | -- | - | - | - | -- | -- | ---- |
| 1    | Caracas               | 26   | 10 | 8 | 2 | 0 | 35 | 5  | +30  |
| 2    | Marítimo de La Guaira | 19   | 10 | 6 | 1 | 3 | 19 | 9  | +10  |
| 3    | ADIFFEM               | 18   | 10 | 6 | 0 | 4 | 24 | 9  | +15  |
| 4    | Deportivo La Guaira   | 11   | 10 | 3 | 2 | 5 | 11 | 17 | −6   |
| 5    | Texyhes               | 8    | 10 | 2 | 2 | 6 | 4  | 23 | −19  |
| 6    | Metropolitanos        | 4    | 10 | 1 | 1 | 8 | 1  | 31 | −30  |

### Resultados
- La hora de cada encuentro corresponde al huso horario que rige a Venezuela (UTC-4).

| Fecha 1 | Fecha 1   | Fecha 1               | Fecha 1                   | Fecha 1    | Fecha 1 |
| Local   | Resultado | Visitante             | Estadio                   | Fecha      | Hora    |
| ------- | --------- | --------------------- | ------------------------- | ---------- | ------- |
| Texyhes | 0 – 0     | Deportivo La Guaira   | Univ. Militar Bolivariana | 7 de abril | 09:00   |
| Caracas | 6 – 0     | Metropolitanos        | Cocodrilos Sports Park    | 7 de abril | 11:00   |
| ADIFFEM | 1 – 2     | Marítimo de La Guaira | Fuerte Tiuna              | 7 de abril | 13:00   |

| Fecha 2               | Fecha 2   | Fecha 2   | Fecha 2                 | Fecha 2     | Fecha 2 |
| Local                 | Resultado | Visitante | Estadio                 | Fecha       | Hora    |
| --------------------- | --------- | --------- | ----------------------- | ----------- | ------- |
| Marítimo de La Guaira | 2 – 1     | Texyhes   | Camurí Chico            | 20 de abril | 09:00   |
| Metropolitanos        | 0 – 3     | ADIFFEM   | Universidad Santa María | 21 de abril | 10:00   |
| Deportivo La Guaira   | 0 – 4     | Caracas   | Santo Tomás de Aquino   | 22 de abril | 11:00   |

| Fecha 3             | Fecha 3   | Fecha 3               | Fecha 3                | Fecha 3   | Fecha 3 |
| Local               | Resultado | Visitante             | Estadio                | Fecha     | Hora    |
| ------------------- | --------- | --------------------- | ---------------------- | --------- | ------- |
| Texyhes             | 0 – 0     | Metropolitanos        | Fuerte Tiuna           | 5 de mayo | 09:00   |
| Deportivo La Guaira | 0 – 2     | Marítimo de La Guaira | Santa Rosa de Lima     | 5 de mayo | 10:00   |
| Caracas             | 3 – 1     | ADIFFEM               | Cocodrilos Sports Park | 5 de mayo | 11:00   |

| Fecha 4               | Fecha 4   | Fecha 4             | Fecha 4                 | Fecha 4    | Fecha 4 |
| Local                 | Resultado | Visitante           | Estadio                 | Fecha      | Hora    |
| --------------------- | --------- | ------------------- | ----------------------- | ---------- | ------- |
| Marítimo de La Guaira | 1 – 1     | Caracas             | Camurí Chico            | 18 de mayo | 09:00   |
| ADIFFEM               | 4 – 0     | Texyhes             | Fuerte Tiuna            | 19 de mayo | 09:00   |
| Metropolitanos        | 0 – 3     | Deportivo La Guaira | Universidad Santa María | 19 de mayo | 11:00   |

### Grupo B
| Pos. | Equipo                  | Pts. | PJ | G | E | P  | GF | GC | Dif. |
| ---- | ----------------------- | ---- | -- | - | - | -- | -- | -- | ---- |
| 1    | Deportivo Táchira       | 25   | 10 | 8 | 1 | 1  | 41 | 8  | +33  |
| 2    | Estudiantes de Mérida   | 20   | 10 | 6 | 2 | 2  | 29 | 7  | +22  |
| 3    | Carabobo                | 17   | 10 | 5 | 2 | 3  | 23 | 18 | +5   |
| 4    | Academia Puerto Cabello | 12   | 10 | 3 | 3 | 4  | 17 | 13 | +4   |
| 5    | Portuguesa              | 11   | 10 | 3 | 2 | 5  | 11 | 21 | −10  |
| 6    | Rayo Zuliano            | 0    | 10 | 0 | 0 | 10 | 7  | 61 | −54  |

### Resultados
- La hora de cada encuentro corresponde al huso horario que rige a Venezuela (UTC-4).

| Fecha 1                 | Fecha 1   | Fecha 1           | Fecha 1             | Fecha 1     | Fecha 1 |
| Local                   | Resultado | Visitante         | Estadio             | Fecha       | Hora    |
| ----------------------- | --------- | ----------------- | ------------------- | ----------- | ------- |
| Academia Puerto Cabello | 3 – 0     | Carabobo          | Vistamar            | 7 de abril  | 09:00   |
| Estudiantes de Mérida   | 1 – 2     | Deportivo Táchira | Guillermo Soto Rosa | 28 de abril | 10:00   |
| Portuguesa              | 2 – 0     | Rayo Zuliano      | Central Azucarero   | 12 de mayo  | 10:00   |

| Fecha 2           | Fecha 2   | Fecha 2                 | Fecha 2                        | Fecha 2     | Fecha 2 |
| Local             | Resultado | Visitante               | Estadio                        | Fecha       | Hora    |
| ----------------- | --------- | ----------------------- | ------------------------------ | ----------- | ------- |
| Carabobo          | 2 – 2     | Estudiantes de Mérida   | CD Polar                       | 21 de abril | 10:00   |
| Deportivo Táchira | 4 – 0     | Portuguesa              | Cancha Alterna de Pueblo Nuevo | 21 de abril | 11:00   |
| Rayo Zuliano      | vs.       | Academia Puerto Cabello | Pachencho Romero               | Pospuesto   | TBD     |
| Rayo Zuliano      | vs.       | Academia Puerto Cabello | Pachencho Romero               | Pospuesto   | TBD     |
| Rayo Zuliano      | vs.       | Academia Puerto Cabello | Pachencho Romero               | Pospuesto   | TBD     |

| Fecha 3                 | Fecha 3   | Fecha 3               | Fecha 3              | Fecha 3   | Fecha 3 |
| Local                   | Resultado | Visitante             | Estadio              | Fecha     | Hora    |
| ----------------------- | --------- | --------------------- | -------------------- | --------- | ------- |
| Academia Puerto Cabello | 0 – 3     | Estudiantes de Mérida | Vistamar             | 5 de mayo | 10:00   |
| Portuguesa              | 0 – 1     | Carabobo              | Central Azucarero    | 5 de mayo | 10:00   |
| Rayo Zuliano            | 0 – 11    | Deportivo Táchira     | Cancha de Los Sueños | 5 de mayo | 10:00   |

| Fecha 4               | Fecha 4   | Fecha 4                 | Fecha 4                        | Fecha 4    | Fecha 4 |
| Local                 | Resultado | Visitante               | Estadio                        | Fecha      | Hora    |
| --------------------- | --------- | ----------------------- | ------------------------------ | ---------- | ------- |
| Estudiantes de Mérida | 4 – 0     | Portuguesa              | Guillermo Soto Rosa            | 19 de mayo | 10:00   |
| Carabobo              | 4 – 0     | Rayo Zuliano            | CD Polar                       | 19 de mayo | 10:00   |
| Deportivo Táchira     | 1 – 1     | Academia Puerto Cabello | Cancha Alterna de Pueblo Nuevo | 19 de mayo | 11:00   |

## Cuadro final
|  | Cuartos de final                               | Cuartos de final                               | Cuartos de final                               | Cuartos de final                               | Cuartos de final                               |   |                   | Semifinales                                    | Semifinales                                    | Semifinales                                    | Semifinales                                    | Semifinales                                    |  |                       | Final                 | Final            | Final            |  |
|  | 18-21 de agosto (ida) 24-25 de agosto (vuelta) | 18-21 de agosto (ida) 24-25 de agosto (vuelta) | 18-21 de agosto (ida) 24-25 de agosto (vuelta) | 18-21 de agosto (ida) 24-25 de agosto (vuelta) | 18-21 de agosto (ida) 24-25 de agosto (vuelta) |   |                   | 1 de septiembre (ida) 8 de septiembre (vuelta) | 1 de septiembre (ida) 8 de septiembre (vuelta) | 1 de septiembre (ida) 8 de septiembre (vuelta) | 1 de septiembre (ida) 8 de septiembre (vuelta) | 1 de septiembre (ida) 8 de septiembre (vuelta) |  |                       | 14 de septiembre      | 14 de septiembre | 14 de septiembre |  |
|  |                                                |                                                |                                                |                                                |                                                |   |                   |                                                |                                                |                                                |                                                |                                                |  |                       |                       |                  |                  |  |
|  |                                                |                                                |                                                |                                                |                                                |   |                   |                                                |                                                |                                                |                                                |                                                |  |                       |                       |                  |                  |  |
|  | Caracas                                        | Caracas                                        | 4                                              | 3                                              | 7                                              |   |                   |                                                |                                                |                                                |                                                |                                                |  |                       |                       |                  |                  |  |
|  | Caracas                                        | Caracas                                        | 4                                              | 3                                              | 7                                              |   |                   |                                                |                                                |                                                |                                                |                                                |  |                       |                       |                  |                  |  |
|  | Academia Puerto Cabello                        | Academia Puerto Cabello                        | 1                                              | 0                                              | 1                                              |   |                   |                                                |                                                |                                                |                                                |                                                |  |                       |                       |                  |                  |  |
|  | Academia Puerto Cabello                        | Academia Puerto Cabello                        | 1                                              | 0                                              | 1                                              |   | Caracas           | Caracas                                        | 1                                              | 1                                              | 2                                              |                                                |  |                       |                       |                  |                  |  |
|  |                                                |                                                |                                                |                                                |                                                |   | Caracas           | Caracas                                        | 1                                              | 1                                              | 2                                              |                                                |  |                       |                       |                  |                  |  |
|  |                                                |                                                | Marítimo de La Guaira                          | Marítimo de La Guaira                          | 3                                              | 1 | 4                 |                                                |                                                |                                                |                                                |                                                |  |                       |                       |                  |                  |  |
|  | Marítimo de La Guaira                          | Marítimo de La Guaira                          | Marítimo de La Guaira                          | Marítimo de La Guaira                          | 3                                              | 1 | 4                 | 1                                              | 1                                              | 2                                              |                                                |                                                |  |                       |                       |                  |                  |  |
|  | Marítimo de La Guaira                          | Marítimo de La Guaira                          |                                                |                                                |                                                |   |                   |                                                |                                                | 2                                              |                                                |                                                |  |                       |                       |                  |                  |  |
|  | Carabobo                                       | Carabobo                                       | 0                                              | 0                                              | 0                                              |   |                   |                                                |                                                |                                                |                                                |                                                |  |                       |                       |                  |                  |  |
|  | Carabobo                                       | Carabobo                                       | 0                                              | 0                                              | 0                                              |   |                   |                                                |                                                |                                                |                                                |                                                |  | Marítimo de La Guaira | Marítimo de La Guaira | 0                |                  |  |
|  |                                                |                                                |                                                |                                                |                                                |   |                   |                                                |                                                |                                                |                                                |                                                |  | Marítimo de La Guaira | Marítimo de La Guaira | 0                |                  |  |
|  |                                                |                                                | ADIFFEM                                        | ADIFFEM                                        | 3                                              |   |                   |                                                |                                                |                                                |                                                |                                                |  |                       |                       |                  |                  |  |
|  | Deportivo Táchira                              | Deportivo Táchira                              | ADIFFEM                                        | ADIFFEM                                        | 3                                              | 0 | 5                 | 5                                              |                                                |                                                |                                                |                                                |  |                       |                       |                  |                  |  |
|  | Deportivo Táchira                              | Deportivo Táchira                              |                                                |                                                |                                                |   |                   |                                                |                                                |                                                |                                                |                                                |  |                       |                       |                  |                  |  |
|  | Deportivo La Guaira                            | Deportivo La Guaira                            | 1                                              | 0                                              | 1                                              |   |                   |                                                |                                                |                                                |                                                |                                                |  |                       |                       |                  |                  |  |
|  | Deportivo La Guaira                            | Deportivo La Guaira                            | 1                                              | 0                                              | 1                                              |   | Deportivo Táchira | Deportivo Táchira                              | 1                                              | 2                                              | 3 (2)                                          |                                                |  |                       |                       |                  |                  |  |
|  |                                                |                                                |                                                |                                                |                                                |   | Deportivo Táchira | Deportivo Táchira                              | 1                                              | 2                                              | 3 (2)                                          |                                                |  |                       |                       |                  |                  |  |
|  |                                                |                                                | ADIFFEM                                        | ADIFFEM                                        | 2                                              | 1 | 3 (3)             |                                                |                                                |                                                |                                                |                                                |  |                       |                       |                  |                  |  |
|  | Estudiantes de Mérida                          | Estudiantes de Mérida                          | ADIFFEM                                        | ADIFFEM                                        | 2                                              | 1 | 3 (3)             | 2                                              | 1                                              | 3                                              |                                                |                                                |  |                       |                       |                  |                  |  |
|  | Estudiantes de Mérida                          | Estudiantes de Mérida                          |                                                |                                                |                                                |   |                   |                                                |                                                | 3                                              |                                                |                                                |  |                       |                       |                  |                  |  |
|  | ADIFFEM                                        | ADIFFEM                                        | 2                                              | 2                                              | 4                                              |   |                   |                                                |                                                |                                                |                                                |                                                |  |                       |                       |                  |                  |  |
|  | ADIFFEM                                        | ADIFFEM                                        | 2                                              | 2                                              | 4                                              |   |                   |                                                |                                                |                                                |                                                |                                                |  |                       |                       |                  |                  |  |
|  |                                                |                                                |                                                |                                                |                                                |   |                   |                                                |                                                |                                                |                                                |                                                |  |                       |                       |                  |                  |  |

- Nota : El equipo ubicado en la primera línea de cada llave fue el que ejerció la localía en el partido de vuelta.
- La hora de cada encuentro corresponde al huso horario que rige a Venezuela (UTC-4).

#### Cuartos de final
| 21 de agosto | Academia Puerto Cabello | 1:4 (1:2) | Caracas                                                                           | Complejo Deportivo Vistamar, Puerto Cabello |  |
| 10:00        | Emilia Paolone 2'       |           | Adrianny Luna 35' · Daniela Martínez 38' · Lisbeth Bandres 61' · Emaiver Mota 72' |                                             |  |

| 25 de agosto | Caracas                                                              | 3:0 (1:0) | Academia Puerto Cabello | Cocodrilos Sports Park, Caracas |  |
| 11:00        | Jesusmar Colmenárez 17' · Daniela Martínez 62' · Sandra Ceballos 67' |           |                         |                                 |  |

| 18 de agosto | ADIFFEM                                    | 2:2 (1:2) | Estudiantes de Mérida                         | Santo Tomás de Aquino, Caracas |  |
| 09:00        | Génesis Flórez 43' · Fabiola Solórzano 74' |           | Andreina Bastidas 20' · Naileth Rangel 45'+2' |                                |  |

| 25 de agosto | Estudiantes de Mérida    | 1:2 (0:0) | ADIFFEM                                   | Estadio Guillermo Soto Rosa, Mérida |  |
| 09:00        | Yariangélica Mendoza 60' |           | Bárbara Sandoval 50' · Génesis Florez 78' |                                     |  |

| 18 de agosto | Deportivo La Guaira | 1:0 (1:0) | Deportivo Táchira | Santo Tomás de Aquino, Caracas |  |
| 13:00        | Milennys Medina 21' |           |                   |                                |  |

| 25 de agosto | Deportivo Táchira                                                                                        | 5:0 (2:0) | Deportivo La Guaira | Cancha Alterna de Pueblo Nuevo, San Cristóbal |  |
| 11:00        | Maryury Sánchez 14' · Maikel Moncada 43' · Yailyn Medina 61' · Jhoagny Contreras 81' · Luz Monterrey 83' |           |                     |                                               |  |

| 18 de agosto | Carabobo | 0:1 (0:0) | Marítimo de La Guaira | Complejo Deportivo Polar, Valencia |  |
| 13:00        |          |           | Lady Urbina 84'       |                                    |  |

| 24 de agosto | Marítimo de La Guaira    | 1:0 (1:0) | Carabobo | Complejo Deportivo Camurí Chico, La Guaira |  |
| 10:00        | María Fernanda Reyes 17' |           |          |                                            |  |

#### Semifinales
| 1 de septiembre | Marítimo de La Guaira                          | 3:1 (3:1) | Caracas              | Complejo Deportivo Camurí Chico, La Guaira |  |
| 10:00           | Lady Urbina 8' · María Fernanda Reyes 18', 36' |           | Daniela Milagros 16' |                                            |  |

| 8 de septiembre | Caracas              | 1:1 (0:0) | Marítimo de La Guaira | Cocodrilos Sports Park, Caracas |  |
| 11:00           | Daniela Martínez 77' |           |                       |                                 |  |

| 1 de septiembre | ADIFFEM                                   | 2:1 (2:0) | Deportivo Táchira | Fuerte Tiuna, Caracas |  |
| 09:00           | Génesis Flores 4' · Carmille Carniglia 9' |           | Luz Monterrey 80' |                       |  |

| 8 de septiembre | Deportivo Táchira                         | 2:1 (0:0) | ADIFFEM            | Cancha Alterna de Pueblo Nuevo, San Cristóbal |  |
| 11:00           | Maryury Sánchez 67' · Eliany Grimaldo 77' |           | Diana González 84' |                                               |  |

#### Final
| 14 de septiembre | Marítimo de La Guaira | 0:3 (0:1) | ADIFFEM                                       | Estadio Monumental, Maturín |  |
| 17:00            |                       |           | Bárbara Sandoval 10' · Génesis Flórez 69' 80' |                             |  |

|                                 |
| Bandera de la Ciudad de Caracas |
| Campeón ADIFFEM 1.er título     |

## Datos y estadísticas

### Récords
- Primer gol de la temporada: Anotado por Faisnerys Núñez, para el Carabobo contra la Academia Puerto Cabello (7 de abril de 2024).
- Último gol de la temporada:
- Gol más rápido: Anotado a los 2 minutos por María Pereira en el Academia Puerto Cabello 0–3 Estudiantes de Mérida (5 de mayo de 2024).
- Gol más tardío: Anotado a los 90+3 minutos por Desirée Valero en el Deportivo Táchira 4–0 Portuguesa (21 de abril de 2024).
- Mayor número de goles marcados en un partido: 11 goles, Rayo Zuliano 0–11 Deportivo Táchira (5 de mayo de 2024).
- Mayor victoria local: Caracas 6–0 Metropolitanos (7 de abril de 2024).
- Mayor victoria visitante: Rayo Zuliano 0–11 Deportivo Táchira (5 de mayo de 2024).